# Poltergeist (planeta)
Poltergeist (PSR 1257+12 B, PSR 1257+12 c) – druga planeta pulsara Lich (PSR 1257+12) znajdująca się w odległości 0,36 j.a.

## Nazwa
Nazwa własna planety, Poltergeist, została wyłoniona w 2015 roku w publicznym konkursie. Poltergeist to nazwa z języka niemieckiego, oznaczająca hałaśliwego ducha. Nazwy gwiazdy i okrążających ją planet zaproponowali pracownicy Planetarium Südtirol Alto Adige (Włochy).

## Charakterystyka
Okres orbitalny (rok) tej planety trwa 66 dni. Masa planety jest około czterokrotnie większa od masy Ziemi. Niezwykła bliskość planet Draugr i Poltergeist powoduje wzajemne perturbacje orbitalne, które wywołują mierzalne zakłócenia w ruchu obu planet.